# Nikola Bartůňková
Nikola Bartůňková (ur. 25 lutego 2006) – czeska tenisistka.

## Kariera tenisowa
W 2020 zadebiutowała w cyklu ITF Women’s Circuit, a w kwietniu 2022 w turnieju głównym WTA Tour podczas Istanbul Cup, na który otrzymała dziką kartę.
Startując w rozgrywkach juniorów, Nikola Bartůňková w 2022 roku osiągnęła finał French Open w grze podwójnej dziewcząt, grając w parze z Céline Naef. W finale przegrały z czeską parą Sára Bejlek i Lucie Havlíčková. W 2023 roku ponownie dotarła do finału, tym razem Wimbledonu w grze pojedynczej dziewcząt. W finałowym meczu uległa Amerykance Clervie Ngounoue.
W rankingu gry pojedynczej najwyżej był na 226. miejscu (8 kwietnia 2025), a w zestawieniu gry podwójnej na 320. pozycji (14 sierpnia 2023).

## Finały turniejów ITF
| turnieje z pulą nagród 100 000 $ (W100) |
| turnieje z pulą nagród 80 000 $ (W80)   |
| turnieje z pulą nagród 60 000 $ (W75)   |
| turnieje z pulą nagród 40 000 $ (W50)   |
| turnieje z pulą nagród 25 000 $ (W35)   |
| turnieje z pulą nagród 15 000 $ (W15)   |

### Gra pojedyncza 8 (4–4)
| Rezultat     |    | Data       | Turniej    | ($)    | Naw.          | Przeciwniczka       | Wynik          |
| Finalistka   | 1. | 28/11/2021 | Milovice   | 25 000 | Twarda (hala) | Linda Nosková       | 3:6, 4:6       |
| Finalistka   | 2. | 01/05/2022 | Stambuł    | 60 000 | Ceglana       | Diana Sznajder      | 5:7, 5:7       |
| Zwyciężczyni | 1. | 30/04/2023 | Pula       | 25 000 | Ceglana       | Ylena In-Albon      | 6:0, 7:5       |
| Zwyciężczyni | 2. | 20/08/2023 | Erwitte    | 25 000 | Ceglana       | Daniela Vismane     | 6:4, 6:1       |
| Zwyciężczyni | 3. | 01/10/2023 | Pula       | 25 000 | Ceglana       | Katharina Hobgarski | 6:0, 1:0 krecz |
| Finalistka   | 3. | 21/01/2024 | Sunderland | 25 000 | Twarda (hala) | Valentina Ryser     | 3:6, 6:7(6)    |
| Zwyciężczyni | 4. | 26/01/2025 | Sunderland | 25 000 | Twarda (hala) | Amelia Rajecki      | 6:4, 3:6, 6:3  |
| Finalistka   | 4. | 02/02/2025 | Glasgow    | 25 000 | Twarda (hala) | Valentina Ryser     | 5:7, 6:7(4)    |

### Finały juniorskich turniejów wielkoszlemowych

#### Gra pojedyncza (0–1)
| Końcowy wynik | Nr | Data          | Turniej           | Nawierzchnia | Przeciwniczka    | Wynik finału |
| ------------- | -- | ------------- | ----------------- | ------------ | ---------------- | ------------ |
| Finalistka    | 1. | 16 lipca 2023 | Wimbledon, Londyn | Trawiasta    | Clervie Ngounoue | 2:6, 2:6     |

#### Gra podwójna (0–1)
| Końcowy wynik | Nr | Data           | Turniej            | Nawierzchnia | Partnerka   | Przeciwniczki                | Wynik finału |
| ------------- | -- | -------------- | ------------------ | ------------ | ----------- | ---------------------------- | ------------ |
| Finalistka    | 1. | 4 czerwca 2022 | French Open, Paryż | Ceglana      | Céline Naef | Sára Bejlek Lucie Havlíčková | 3:6, 3:6     |